# 心からオネスティー
「心からオネスティー」（こころから - ）は1990年6月1日に19枚目シングルとしてリリースされた稲垣潤一の楽曲。10枚目のアルバム「Self Portrait」からのシングル・カット。

## 収録曲
1. 心からオネスティー
  - 作詞:大津あきら、作曲:松本俊明、編曲:萩田光雄
2. いちばん近い他人
  - 作詞：秋元康、作曲：MAYUMI、編曲：西本明

## タイアップ曲
「心からオネスティー」…明治乳業「明治ブリック」CMソング
「いちばん近い他人」…日本テレビドラマ「キスの温度〜いちばん近い他人〜」主題歌